# Estée Lauder Companies
Estée Lauder Companies Inc. (/ˈɛsteɪ ˈlɔːdər/) là công ty sản xuất và tiếp thị sản phẩm chăm sóc da, trang điểm, nước hoa và chăm sóc tóc uy tín. Công ty sở hữu một danh mục đa dạng các thương hiệu, phân phối trên toàn thế giới thông qua các kênh bán lẻ và thương mại điện tử và có trụ sở tại Midtown Manhattan, thành phố New York.
Estee Lauder là một thương hiệu được sáng lập bởi Estee Lauder và Joseph Lauder. Được thành lập năm 1946 tại New York, Hoa Kỳ. Hiện Estee Lauder đang sở hữu rất nhiều thương hiệu mỹ phẩm nổi tiếng như: Tommy Hilfiger, Micheal Kors, DKNY, Bobbi Brown, La Mer, Clinique và MAC Comestics...